# George C. Baldwin
George Curriden Baldwin (Denver, 5 de mayo de 1917-Albuquerque, 23 de enero de 2010) fue un físico teórico y experimental estadounidense. Se desempeñó como profesor de ingeniería nuclear en el Instituto Politécnico Rensselaer y científico que trabajó en el Laboratorio de Investigación de General Electric y en el Laboratorio Nacional de Los Álamos. Escribió un libro sobre óptica no lineal y fue autor o coautor de más de 130 artículos técnicos.

## Biografía
Obtuvo su licenciatura en física por el Kalamazoo College en 1939 y un doctorado en física por la Universidad de Illinois en Urbana-Champaign en 1943. Su tesis doctoral trataba sobre el fotoefecto nuclear; su asesor de tesis fue Donald William Kerst.
Continuando en Illinois, enseñó física a nivel universitario en el Programa de Entrenamiento Especializado del Ejército durante la Segunda Guerra Mundial. Se unió al Laboratorio de Investigación de General Electric en Schenectady, Nueva York, como físico trabajando en investigación y desarrollo industrial entre 1944 y 1967. Desde 1958 a 1959 dirigió las instalaciones del Reactor de Investigación Argonaut en el Laboratorio Nacional Argonne, realizando mediciones de neutrones y desarrollando procedimientos operativos. Fue profesor de Ingeniería Nuclear en el Instituto Politécnico Rensselaer en Troy, Nueva York (1967-1977). Continuó su investigación en el Laboratorio Nacional de Los Alamos de 1977 a 1987.
Es miembro de la Sociedad Estadounidense de Física (1953) En 1987 fue galardonado con el Premio al Logro Distinguido otorgado por el Kalamazoo College.

### Vida personal
Estuvo casado 57 años con su esposa Winifred, con quien procreó tres hijos y siete nietos, de los cuales tres obtuvieron un título universitario en física. El era un ávido astrónomo aficionado, pulía sus propias lentes y construía sus propios telescopios; pescador; pianista autodidacta que entretiene a sus amigos tocando de oído; e investigador histórico. Uno de los logros notables de Baldwin fue localizar una inscripción dejada por la expedición Domínguez-Escalante de 1776, descubierta originalmente en 1884 por su padre en una expedición topográfica en el norte de Arizona.

## Investigación
Su investigación se centra en reacciones fotonucleares con radiación bremsstrahlung de aceleradores de electrones, que resultaron en el descubrimiento de la resonancia dipolar gigante; dinámica orbital de sincrotrones; física de reactores nucleares; propulsión eléctrica para el espacio; dispersión de electrones de baja energía en gases; óptica no lineal; e investigación de la viabilidad de un láser de rayos gamma.
Sus primeras investigaciones implicó perfeccionar el Betatron de 100 MeV de GE para usarlo como fuente de rayos X. Utilizando la radiación bremsstrahlung del haz de betatrón, él y GS Klaiber excitaron núcleos de uranio y observaron un pico prominente de aproximadamente 20 MeV en la sección transversal de los fotones (1947), (1948), que no fue previsto por la comunidad de física nuclear. Esta "resonancia dipolar gigante" descubierta por Baldwin y Klaiber fue posteriormente explicada teóricamente por Edward Teller y Maurice Goldhaber, y otros.
Su investigaciónsobre la dispersión de electrones de baja energía en gases nobles amplió los datos de la sección transversal de dispersión a energías muy bajas, muy por debajo de 1 eV (1967), una tarea técnicamente difícil.
Su libro "An Introduction to Nonlinear Optics" (1969) ayudó a cerrar la brecha de conocimiento entre los especialistas en el campo y los ingenieros y gerentes técnicos involucrados con esta nueva tecnología.

## Publicaciones

### Libros
- Baldwin, George C. (1969). An Introduction to Nonlinear Optics. Springer. ISBN 978-0-306-20004-5. doi:10.1007/978-1-4613-4615-9.[8]
- Baldwin, George C. (2006). The Science Was Fun: Selected Recollections of a Life in Science. AuthorHouse.

### Artículos citados
- Baldwin, G. C.; Klaiber, G. S. (1947). «Photo-fission in heavy elements». Physical Review 71 (1): 3. Bibcode:1947PhRv...71....3B. doi:10.1103/physrev.71.3.
- Baldwin, G. C.; Klaiber, G. S. (1948). «X-ray yield curves for {\displaystyle \gamma }—n reactions». Physical Review 73 (10): 1156. doi:10.1103/physrev.73.1156.
- Baldwin, G. C.; Neissel, J. P.; Tonks, L.; Vali, V.; Vali, W. (1963). «Induced gamma-ray emission». Proceedings of the IEEE 51 (9): 1247-1248. doi:10.1109/proc.1963.2512.
- Terhune, J. H.; Baldwin, G. C. (1965). «Nuclear superradiance in solids». Physical Review Letters 14 (15): 589. Bibcode:1965PhRvL..14..589T. doi:10.1103/physrevlett.14.589.
- Baldwin, G. C.; Friedman, S. I. (1967). «Time-of-flight electron velocity spectrometer». Review of Scientific Instruments 38 (4): 519-531. Bibcode:1967RScI...38..519B. doi:10.1063/1.1720752.
- Baldwin, G. C. (1979). «Bibliography of GRASER research». Los Alamos Scientific Laboratory Report LA-7783-MS. doi:10.2172/6165356.
- Baldwin, G. C.; Solem, J. C.; Gol'Danskii, V. I. (1981). «Approaches to the development of gamma-ray lasers». Reviews of Modern Physics 53 (4): 687. Bibcode:1981RvMP...53..687B. doi:10.1103/revmodphys.53.687.
- Solem, J. C.; Baldwin, G. C. (1982). «Microholography of living organisms». Science 218 (4569): 229-235. Bibcode:1982Sci...218..229S. PMID 17838608. doi:10.1126/science.218.4569.229.
- Dyer, P.; Baldwin, G. C.; Kittrell, D. G.; Abramson, E. (1983). «Isotopically selective photoionization of mercury atoms». Applied Physics Letters 42 (3): 311-313. Bibcode:1983ApPhL..42..311D. doi:10.1063/1.93933.
- Baldwin, G. C.; Solem, J. C. (1995). «Recoilless gamma-ray lasers». Reviews of Modern Physics 69 (4): 1085. Bibcode:1997RvMP...69.1085B. doi:10.1103/RevModPhys.69.1085.
- Baldwin, G. C.; Solem, J. C.; Gol'Danskii, V. I. (1997). «Recoilless gamma-ray lasers». Reviews of Modern Physics 69 (4): 1085. Bibcode:1997RvMP...69.1085B. doi:10.1103/revmodphys.69.1085.
- Baldwin, G. C. (1999). «The Vanishing Inscription». Journal of the Southwest 41 (2): 119-176.

## Patentes
- Patente de EE. UU. nº 2.331.788. 20 de enero de 1942. Baldwin, GC "Acelerador de inducción magnética".
- Patente de EE. UU. nº 2.803.767. 30 de septiembre de 1952. Baldwin, GC; Gaertner, ER; Yeater, ML "Fuentes de radiación en aceleradores de partículas cargadas".
- Patente de EE. UU. nº 2.902.613. 9 de abril de 1954. Baldwin, GC "Adaptación de un acelerador de electrones de alta energía como fuente de neutrones ".
- Patente estadounidense nº 2.902.604. 26 de septiembre de 1955. Baldwin, GC "Convertidor de centelleo".